# بلدية فاكاريا
بلدية فاكاريا هي بلدية في البرازيل، تتبع ريو غراندي دو سول، بلغ عدد سكانها 61٬342  نسمة، في 2010، تبلغ مساحتها 2٬123٫674 كيلومتر مربع، رمزها البريدي هو 95270-000.

## الموقع
تشترك في الحدود مع:
- Esmeralda, Rio Grande do Sul [الإنجليزية]‏
- Campestre da Serra [الإنجليزية]‏
- Monte Alegre dos Campos [الإنجليزية]‏
- Cerro Negro, Santa Catarina [الإنجليزية]‏.

## المناخ
يظهر الجدول التالي التغييرات المناخية على مدار السنة لبلدية فاكاريا:
| البيانات المناخية لـبلدية فاكاريا  | البيانات المناخية لـبلدية فاكاريا | البيانات المناخية لـبلدية فاكاريا | البيانات المناخية لـبلدية فاكاريا | البيانات المناخية لـبلدية فاكاريا | البيانات المناخية لـبلدية فاكاريا | البيانات المناخية لـبلدية فاكاريا | البيانات المناخية لـبلدية فاكاريا | البيانات المناخية لـبلدية فاكاريا | البيانات المناخية لـبلدية فاكاريا | البيانات المناخية لـبلدية فاكاريا | البيانات المناخية لـبلدية فاكاريا | البيانات المناخية لـبلدية فاكاريا | البيانات المناخية لـبلدية فاكاريا |
| الشهر                              | يناير                             | فبراير                            | مارس                              | أبريل                             | مايو                              | يونيو                             | يوليو                             | أغسطس                             | سبتمبر                            | أكتوبر                            | نوفمبر                            | ديسمبر                            | المعدل السنوي                     |
| ---------------------------------- | --------------------------------- | --------------------------------- | --------------------------------- | --------------------------------- | --------------------------------- | --------------------------------- | --------------------------------- | --------------------------------- | --------------------------------- | --------------------------------- | --------------------------------- | --------------------------------- | --------------------------------- |
| الدرجة القصوى °م (°ف)              | 34.1 (93.4)                       | 32.4 (90.3)                       | 31.1 (88.0)                       | 29.0 (84.2)                       | 26.6 (79.9)                       | 24.6 (76.3)                       | 26.4 (79.5)                       | 32.9 (91.2)                       | 30.1 (86.2)                       | 31.2 (88.2)                       | 35.5 (95.9)                       | 32.8 (91.0)                       | 35.5 (95.9)                       |
| متوسط درجة الحرارة الكبرى °م (°ف)  | 26.1 (79.0)                       | 26.1 (79.0)                       | 24.3 (75.7)                       | 21.2 (70.2)                       | 19.0 (66.2)                       | 17.1 (62.8)                       | 17.3 (63.1)                       | 18.1 (64.6)                       | 19.2 (66.6)                       | 21.6 (70.9)                       | 23.5 (74.3)                       | 25.0 (77.0)                       | 21.5 (70.7)                       |
| المتوسط اليومي °م (°ف)             | 19.4 (66.9)                       | 19.7 (67.5)                       | 18.0 (64.4)                       | 14.9 (58.8)                       | 12.5 (54.5)                       | 10.8 (51.4)                       | 10.9 (51.6)                       | 11.7 (53.1)                       | 13.2 (55.8)                       | 15.4 (59.7)                       | 17.1 (62.8)                       | 18.6 (65.5)                       | 15.2 (59.4)                       |
| متوسط درجة الحرارة الصغرى °م (°ف)  | 14.5 (58.1)                       | 15.1 (59.2)                       | 13.7 (56.7)                       | 10.4 (50.7)                       | 7.7 (45.9)                        | 6.3 (43.3)                        | 6.4 (43.5)                        | 7.1 (44.8)                        | 8.8 (47.8)                        | 10.5 (50.9)                       | 12.1 (53.8)                       | 13.5 (56.3)                       | 10.5 (50.9)                       |
| أدنى درجة حرارة °م (°ف)            | 4.6 (40.3)                        | 6.1 (43.0)                        | 1.7 (35.1)                        | −1.0 (30.2)                       | −4.5 (23.9)                       | −8.9 (16.0)                       | −5.5 (22.1)                       | −5.6 (21.9)                       | −5.1 (22.8)                       | −0.5 (31.1)                       | 2.4 (36.3)                        | 2.8 (37.0)                        | −8.9 (16.0)                       |
| متوسط أيام هطول الأمطار (≥ 1.0 mm) | 12                                | 9                                 | 10                                | 7                                 | 5                                 | 7                                 | 9                                 | 10                                | 10                                | 10                                | 8                                 | 9                                 | 106                               |
| متوسط الرطوبة النسبية (%)          | 75.6                              | 78.7                              | 79.6                              | 80.4                              | 80.1                              | 80.5                              | 79.9                              | 80.4                              | 79.0                              | 78.0                              | 76.0                              | 76.2                              | 78.7                              |
| المصدر: INMET                      |                                   |                                   |                                   |                                   |                                   |                                   |                                   |                                   |                                   |                                   |                                   |                                   |                                   |